# Edward Moore

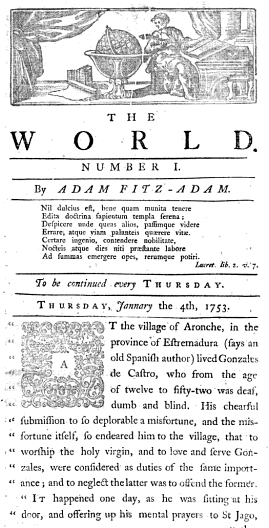
Una copertina del 1753 della rivista Il Mondo

Edward Moore (Abingdon-on-Thames, 22 marzo 1712 – Lambeth, 1º marzo 1757) è stato uno scrittore e drammaturgo inglese.

## Biografia
Nacque a Abingdon nella contea del Berkshire nel 1712.
Fu seguace di George Lillo. oltre che autore di varie opere teatrali (Il trovatello, 1748; Gil Blas, 1751), fra cui la più importante è Il giocatore (The Gamester, 1753), un racconto sulla morale e sulla negatività della passione, scritto in modo semplice e considerato dai contemporanei un po' rozzo, ma che ebbe in seguito notevole risonanza drammatica. La sua opera è da inserire nel quadro del dramma borghese che si diffuse, in questo periodo, in tutta Europa.
Pubblicò anche un popolare settimanale, The World (Il mondo), dal 1753 al 1756 ed ispirato al periodico The Rambler di Edward Cave.
Morì nel sobborgo londinese di Lambeth nel marzo del 1757.